# Société des Amis de Chassériau
La Société des amis de Théodore Chassériau, fondée en 1996, entretient la mémoire de Théodore Chassériau et participe à la diffusion et la connaissance de son œuvre.

## Historique
La Société des amis de Théodore Chassériau est l’association continuatrice du Comité Chassériau créée en 1897 à l'instigation d’Arthur Chassériau et de plusieurs artistes, hommes politiques et hauts fonctionnaires de l'administration des beaux-arts, pour sauver les fresques de la Cour des comptes par Théodore Chassériau. L’activité des Amis de Chassériau renait en 1997 (100 ans après le comité initial) et prend la forme d’une association loi de 1901 grâce aux familles descendantes de l’artiste.

## Présentation
L’association qui est dépositaire des archives du baron Arthur Chassériau, a pour objectifs de :
- Rassembler les amis français et étrangers de Théodore Chassériau.
- Faire connaître l'œuvre de Théodore Chassériau en favorisant les prêts, l’écriture d’articles et les travaux de recherche plus généralement.
- Rassembler une collection de livres, manuscrits, autographes et objets divers relatifs à la vie et l'œuvre de l’artiste.

Les Amis de Chassériau tentent régulièrement d’apporter leurs concours aux initiatives privées et publiques : demandes de particuliers, émissions, publications, prêts. Ils ont notamment été sollicités lors d'évènements importants tels que la rétrospective en 2017 Théodore Chassériau : Parfum exotique au Musée national de l'art occidental de Tokyo (Japon) pour laquelle Les Amis de Chassériau était partenaire.
En République dominicaine qui a vu naître Théodore Chassériau, les Amis de Chassériau ont participé en 2015 au film República del Color et présidé comme institution partenaire, le jury du concours de réinterprétation des œuvres de Chassériau, organisé en 2016 par la Galerie nationale des Beaux-arts de Santo Domingo et l'ambassade de France.
Depuis sa création et pour faire perdurer l'action du baron Arthur Chassériau, Les Amis de Chassériau ont fait don au Musée national des beaux-arts d'Alger en 2014, des Plans du Palais de justice d'Alger présentés à l'Empereur Napoléon III par Charles Frédéric Chassériau, un fonds documentaire sur le peintre à l'association des Amis de Chassériau en République dominicaine en 2016, des archives appartenant à Benoît Chassériau à la Bibliothèque Luis Ángel Arango de Bogota en 2018 et une correspondance du conseiller d'État Frédéric-Victor-Charles Chassériau à l'Institut de France en 2019.
Le Conseil de Paris a voté à l'unanimité le 9 mars 2021, la décision de donner le nom de Théodore Chassériau à la place à présent nommée Théodore Chassériau qui jouxte l'Église Saint-Philippe-du-Roule. La Mairie de Paris, la Mairie du 8e arrondissement de Paris, les Amis de Théodore Chassériau et Louis-Antoine Prat ont soutenu cette initiative et travaillent afin qu'elle aboutisse.
En 2024, l'Ecole nationale des Beaux-arts de Paris et les Amis de Chassériau ont lancé un appel à projets pour une œuvre en volume à installer sur la Place Théodore-Chassériau à Paris. Cette œuvre en volume pour la place Chassériau, est un hommage au peintre et aux femmes maîtresses de leur destin qui ont souvent inspiré les œuvres de Chassériau.

## Publications
- The Colombians' French Companion, Benoît Chassériau (1780-1844) par Jean-Baptiste Nouvion, Patrick Puigmal (Postface), Paris, LAC Editions, 2025  (ISBN 978-2-9565297-8-1)
- Le Glaive et le Compas - Charles-Frédéric Chassériau (1802-1896), de Pompéi à Alger, le parcours d’un architecte français par Jean-Baptiste Nouvion, préface de Dominique de Font-Réaulx, Paris, LAC Editions, 2022
- La península de Samaná, cuna del pintor Théodore Chassériau (1819-1856), par Jean-Baptiste Nouvion, publié dans le catalogue de l'exposition “Théodore Chassériau en Las Terrenas”, Centro de Estudios del Arte Caribeño, République Dominicaine, 2022
- Crépuscule d'une plantation de café à Saint-Domingue, L’habitation Le Beau (1793-1798) par Jean-Baptiste Nouvion, Paris, LAC Editions, 2020
- Une autre 'affaire de Panama' ou le projet de conquête de quatre Français en 1820 (Louis-Michel Aury, Benoît Chassériau, Jean Pavageau and Jean-Baptiste de Novion), par Jean-Baptiste Nouvion, Revue d'histoire diplomatique, Paris, Éditions A. Pedone, no 2, 2019 pp. 159–174[12]
- L'ami des Colombiens, Benoît Chassériau (1780-1844), par Jean-Baptiste Nouvion, Patrick Puigmal (préface), Paris, LAC Editions, 2018 sur Google Livres[13]. Cette publication a servi de documentation pour la Conférence "Benoît Chassériau, náufrago de Saint-Domingue, revolucionario en la Tierra Firme y agente de la Francia de la Restauración" donnée par Daniel Gutiérrez Ardila et Efrain Gonzalo Sanchez, le 12 septembre 2019, à la Bibliothèque Luis Ángel Arango, Bogota (Colombie)[14],[15]
- Un grand cœur ardent et passionné[16], par Jean-Baptiste Nouvion (catalogue de l’exposition “Théodore Chassériau - Parfum exotique” sous la direction de Megumi Jingaoka, Musée national de l'art occidental de Tokyo), Tokyo, 2017 (traduit en japonais)
- Chassériau - Correspondance oubliée[17], par Jean-Baptiste Nouvion et Marianne de Tolentino (préface), Paris, Les Amis de Chassériau, 2014
- Théodore Chassériau : Recuerdos e Indiscreciones, par Aglaüs Bouvenne en 1884 Reedición (introducción por J.-B. Nouvion y prefacio de C. Miranda-Levy), Paris, Les Amis de Chassériau, 2013 (traduit en espagnol)
- Théodore Chassériau : Souvenirs et Indiscrétions, par Aglaüs Bouvenne en 1884 Réédition (introduction par J.-B. Nouvion et préface de C. Miranda-Levy), Paris, Les Amis de Chassériau, 2012